# Paradipus ctenodactylus
Paradipus ctenodactylus је врста глодара из породице скочимишева (лат. Dipodidae).

## Распрострањење
Врста има станиште у Ирану, Казахстану, Туркменистану и Узбекистану.

## Станиште
Врста Paradipus ctenodactylus има станиште на копну.

## Угроженост
Ова врста није угрожена, и наведена је као последња брига јер има широко распрострањење.

### Популациони тренд
Популациони тренд је за ову врсту непознат.